# جيمس جوزيف سويني
جيمس جوزيف سويني (بالإنجليزية: James Joseph Sweeney)‏ هو كاهن كاثوليكي أمريكي، ولد في 10 يناير 1913 في سان فرانسيسكو في الولايات المتحدة، وتوفي بنفس المكان في 20 يونيو 1968.